# Spiel für dein Land – Das größte Quiz Europas

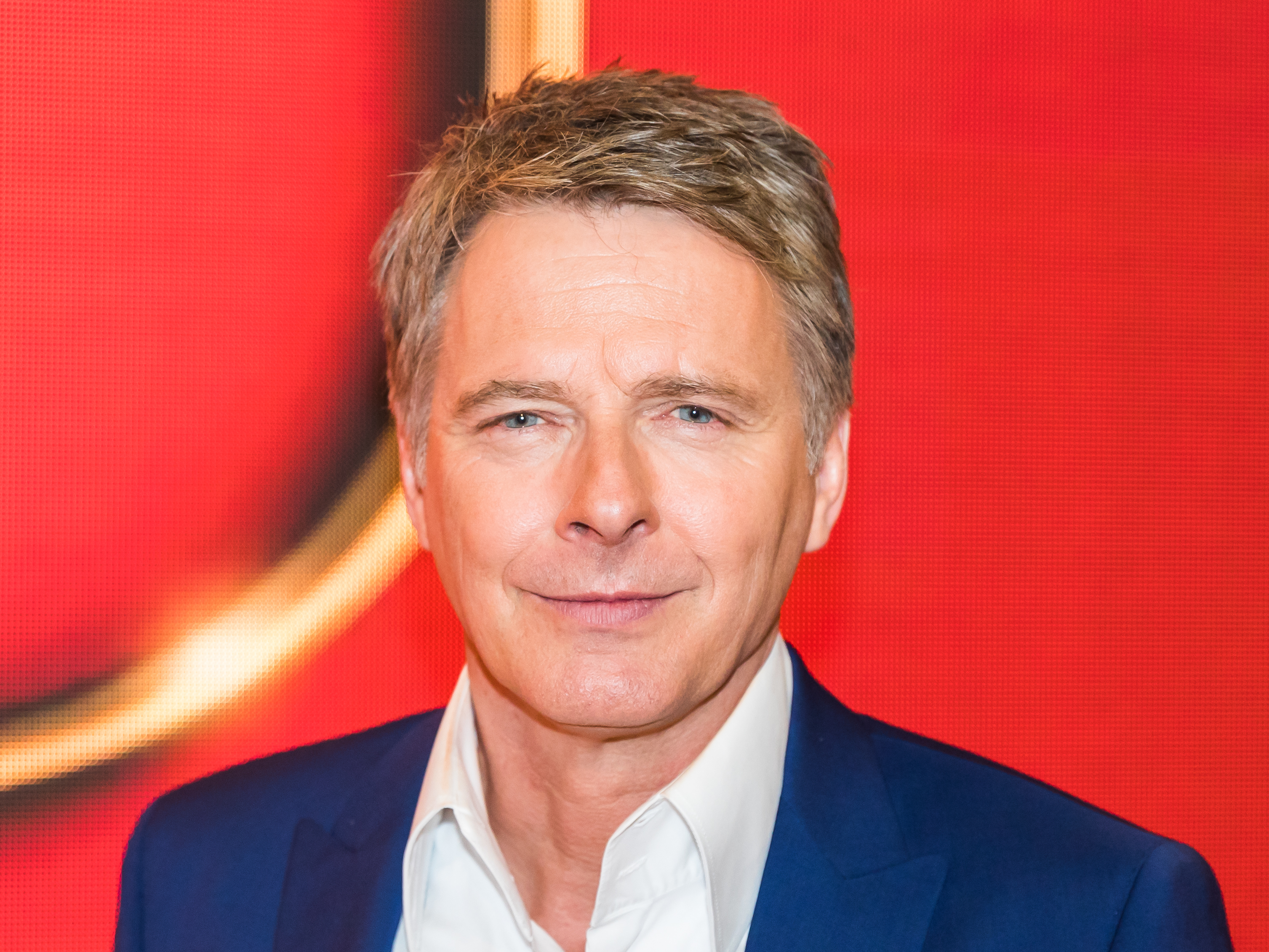
Moderator Jörg Pilawa

Spiel für dein Land – Das größte Quiz Europas war eine Quizsendung für die drei deutschsprachigen Länder Deutschland, Österreich und Schweiz. Die Sendungen fanden live in Berlin statt. Moderiert wurde die Samstagabendshow von Jörg Pilawa. Die erste Sendung von Spiel für dein Land fand in Österreich auf ORF 2 statt, die nächsten Sendungen jedoch auf ORF eins. In Deutschland wurde die Sendung von der ARD übertragen, in der Schweiz von SRF 1.

## Konzept
Drei Prominenten-Teams, aus Deutschland, Österreich und der Schweiz, traten gegeneinander an. In Staffel 1 (2015/16) spielten Zweierteams, in Staffel 2 (2016/17) und 3 (2017) spielten Dreierteams, wobei eine Teamkapitänin bzw. ein Teamkapitän während des gesamten Spiels dabei war und in jeder der beiden Runden von einem anderen Teammitglied unterstützt wurde.
Die Teams müssten Fragen beantworten, die meist skurrile Begebenheiten aus den Ländern zum Thema hatten, Eigenheiten der Nationen oder auch Faktenwissen. Zu jeder Frage gab es drei Antwortmöglichkeiten. Beantwortete ein Team die Frage korrekt, gab es einen Punkt. Gleichzeitig könnten die Zuschauer vor den Fernsehschirmen mittels einer App oder über den Webbrowser mitspielen und somit ebenfalls Punkte für ihre Mannschaft erzielen. Weitere Punkte könnten die Promi-Teams bei Aktionsspielen erzielen. In Staffel 2 war dabei immer auch ein Guinness-Weltrekordversuch, der bislang zweimal erfolgreich verlaufen war.
Der Modus für das Finale der Show wurde zwischen der ersten und der zweiten Staffel verändert. In Staffel 1 spielten beide Teammitglieder im Finale und es wurden die erspielten Punkte am Ende der Show in Sekunden umgewandelt (je mehr Punkte, desto mehr Zeit blieb). Beginnend mit dem punktebesten Team, stellte der Moderator Fragen ohne Antwortalternativen. Beantwortete das Team die Frage korrekt, wurde die rückwärts laufende Zeit gestoppt. Das Team konnte nun jenes Team aussuchen, das die nächste Frage beantworten soll. Bei einer falschen Antwort lief die Zeit weiter und das Team musste eine neue Frage beantworten. Das Team, welches am Ende noch Sekunden auf seinem Konto hatte, gewann das Spiel.
In Staffel 2 und 3 wurde nach jeder der beiden Runde in einem Wissensquiz eines der drei unterstützenden Teammitglieder ausgespielt, das dann auch im Finale dabei sein könnte. Für das Finale ergab sich dann „Teams“ von 1 bis 3 Personen pro Land. Die in den beiden Runden erreichten Punkte wurden ins Finale mitgenommen. Beginnend mit dem punktebesten Team, erfuhren die Teams Land und Sachgebiet der Frage und könnten dann Punkte setzen. Beantworteten sie die Frage richtig, dürften sie die gesetzte Punktezahl einem anderen Team abziehen und bekamen eine weitere Frage gestellt. Beantworteten sie die Frage falsch, erhalten sie selbst die Punkte abgezogen und das nächstbeste Team kam an die Reihe. Immer noch gewann jenes Team, das als letztes noch Punkte auf dem Konto hat.
Unter den Mitspielenden vor den Fernsehschirmen wurden Geldpreise ausgelost: In Staffel 1 konnten nur Personen aus dem Gesamtsiegerland gewinnen, in Staffel 2 und 3 wurden 30.000 Euro unter 21 Gewinnerinnen und Gewinnern ausgelost: pro Runde je 10 × 1.000 Euro unter Personen aus dem Siegerland der jeweiligen Runde sowie 1 × 10.000 Euro an eine Person aus dem Gesamtsiegerland.

## Besondere Vorkommnisse
In der Sendung vom 30. September 2017 verletzte sich Peter Kraus bei einem Spiel und brach sich dabei die Schulter. In der folgenden Ausgabe trat er nach seiner Genesung als Sänger wieder auf.

## Staffel 1
31. Oktober 2015
- Platz 1:  Maria Furtwängler und Christoph Maria Herbst (10 × 5.000 € für die App)
- Platz 2:  Ursula Strauss und Hans Sigl
- Platz 3:  Sandra Studer und Stefan Gubser

12. Dezember 2015
- Platz 1:  Gloria von Thurn und Taxis und Boris Becker (10 × 5.000 € für die App)
- Platz 2:  Denise Biellmann und Sven Epiney
- Platz 3:  Larissa Marolt und Klaus Eberhartinger

23. Januar 2016
- Platz 1:  Francine Jordi und Antoine Monot, Jr. (10 × 5.000 € für die App)
- Platz 2:  Dagmar Koller und Andi Knoll
- Platz 3:  Christine Neubauer und Horst Lichter

## Staffel 2
1. Oktober 2016
- Platz 1:  Mirjam Weichselbraun (Teamkapitänin), Dietrich Siegl und Thomas Stipsits (20 × 1.000 € und 1 × 10.000 € für die App)
- Platz 2:  DJ BoBo (Teamkapitän), Christa Rigozzi und Beni Thurnheer
- Platz 3:  Jürgen von der Lippe (Teamkapitän), Steffen Henssler und Cordula Stratmann

Guinness-Weltrekord: Thomas Stipsits (Team Österreich) zerplatzte mit seinem Gesäß in 60 Sekunden 76 Luftballons.
12. November 2016
- Platz 1:  Sarah Wiener (Teamkapitänin), Robert Kratky und Kristina Sprenger (20 × 1.000 € und 1 × 10.000 € für die App)
- Platz 2:  Marco Rima (Teamkapitän), Ivo Adam und Regula Grauwiller
- Platz 3:  Andrea Kiewel (Teamkapitänin), Ruth Moschner und Paul Panzer

Guinness-Weltrekord: Sarah Wiener (Team Österreich) erhielt in 30 Sekunden 63 „Busserl“.
4. Februar 2017
- Platz 1:  Harald Krassnitzer (Teamkapitän), Adele Neuhauser und Gregor Seberg (10 × 1.000 € und 1 × 10.000 € für die App)
- Platz 2:  Stéphanie Berger (Teamkapitänin), Franco Marvulli und Alain Sutter
- Platz 3:  Axel Prahl (Teamkapitän), Bernhard Hoëcker und Francis Fulton-Smith (10 × 1.000 € für die App)

## Staffel 3
30. September 2017
- Platz 1:  Marcel Reif (Teamkapitän), Leonardo Nigro und Heinz Günthardt (1 × 10.000 € für die App)
- Platz 2:  Peter Kraus (Teamkapitän), Verena Scheitz und Kati Bellowitsch (10 × 1.000 € für die App)
- Platz 3:  Jan Josef Liefers (Teamkapitän), Axel Prahl und Leonard Lansink (10 × 1.000 € für die App)

18. November 2017
- Platz 1:  DJ Ötzi (Teamkapitän), Doris Golpashin und Alex Kristan (1 × 10.000 € für die App)
- Platz 2:  Lolita Morena (Teamkapitänin), Melanie Oesch und Susanne Kunz
- Platz 3:  Mike Krüger (Teamkapitän), Vanessa Mai und Judith Rakers (20 × 1.000 € für die App)

## Quoten in Deutschland
| Folge | Datum         | Zuschauer | Zuschauer       | Marktanteil | Marktanteil     |
| Folge | Datum         | Gesamt    | 14 bis 49 Jahre | Gesamt      | 14 bis 49 Jahre |
| ----- | ------------- | --------- | --------------- | ----------- | --------------- |
| 01    | 31. Okt. 2015 | 4,76 Mio. | 0,81 Mio.       | 16,9 %      | 8,2 %           |
| 02    | 12. Dez. 2015 | 3,93 Mio. | 0,71 Mio.       | 13,9 %      | 7,4 %           |
| 03    | 23. Jan. 2016 | 4,36 Mio. | 0,76 Mio.       | 14,3 %      | 7,0 %           |
| 04    | 1. Okt. 2016  | 3,90 Mio. | 0,84 Mio.       | 14,7 %      | 9,6 %           |
| 05    | 12. Nov. 2016 | 3,64 Mio. | 0,81 Mio.       | 12,7 %      | 8,4 %           |
| 06    | 4. Feb. 2017  | 4,30 Mio. | 0,89 Mio.       | 14,7 %      | 9,3 %           |
| 07    | 30. Sep. 2017 | 3,02 Mio. | 0,45 Mio.       | 11,8 %      | 5,6 %           |
| 08    | 18. Nov. 2017 | 3,79 Mio. | 0,75 Mio.       | 13,3 %      | 8,0 %           |